# Philip LaBatte
Philip LaBatte (né le 5 juillet 1911 à Saint Paul (Minnesota) et mort le 6 septembre 2002 à Alexandria (Virginie)) est un hockeyeur sur glace américain. Lors des Jeux olympiques d'hiver de 1936 disputés à Garmisch-Partenkirchen il remporte la médaille de bronze.

## Palmarès
- Médaille de bronze aux Jeux olympiques de Garmisch-Partenkirchen en 1936